# Amarixys gracilis
Amarixys gracilis — вимерлий рід павукоподібних ряду рицінулей (Ricinulei). Вид існував у кінці кам'яновугільного періоду, 311-307 млн років тому. Скам'янілості виду знайдено у США у штатах Іллінойс та Айдахо.